# Chevigny-Saint-Sauveur
Chevigny-Saint-Sauveur – miejscowość i gmina we Francji, w regionie Burgundia-Franche-Comté, w departamencie Côte-d’Or.
Według danych na rok 1990 gminę zamieszkiwały 8223 osoby, a gęstość zaludnienia wynosiła 679 osób/km² (wśród 2044 gmin Burgundii Chevigny-Saint-Sauveur plasuje się na 23. miejscu pod względem liczby ludności, natomiast pod względem powierzchni na miejscu 793.).